# Phoxonotus tuberculatus
Phoxonotus tuberculatus är en skalbaggsart som beskrevs av Sylvain Auguste de Marseul 1862. Phoxonotus tuberculatus ingår i släktet Phoxonotus och familjen stumpbaggar. Inga underarter finns listade i Catalogue of Life.